# Morys compta
Morys compta är en fjärilsart som beskrevs av Butler 1877. Morys compta ingår i släktet Morys och familjen tjockhuvuden. Inga underarter finns listade i Catalogue of Life.